# Methylestradiol
Methylestradiol, được bán dưới tên thương hiệu Ginecosid, Ginecoside, Mediol và Renodiol, là một loại thuốc estrogen được sử dụng trong điều trị các triệu chứng mãn kinh. Nó được điều chế kết hợp với normethandrone, một loại thuốc progestin và androgen/đồng hóa. Methylestradiol được dùng bằng đường uống.
Tác dụng phụ của methylestradiol bao gồm buồn nôn, căng vú, phù và chảy máu kinh chọc thủng cùng những tác dụng khác. Nó là một estrogen, hoặc một chất chủ vận của các thụ thể estrogen, đích sinh học của estrogen như estradiol.
Methylestradiol đang hoặc đã được bán trên thị trường ở Brazil, Venezuela và Indonesia. Ngoài việc sử dụng như một loại thuốc, methylestradiol đã được nghiên cứu để sử dụng như một dược phẩm phóng xạ cho thụ thể estrogen.

## Sử dụng trong y tế
Methylestradiol được sử dụng kết hợp với proestin và androgen/đồng hóa steroid normethandrone (methylestrenolone) trong điều trị các triệu chứng mãn kinh.

### Các hình thức có sẵn
Methylestradiol được bán trên thị trường kết hợp với normethandrone dưới dạng uống viên nén chứa 0,3 mg methylestradiol và 5 mg normethandrone.

## Tác dụng phụ
Tác dụng phụ của methylestradiol bao gồm buồn nôn, căng vú, phù và chảy máu kinh chọc thủng.

## Dược lý

### Dược lực học
Methylestradiol là một estrogen, hoặc một chất chủ vận của thụ thể estrogen. Nó cho thấy ái lực với thụ thể estrogen thấp hơn so với estradiol hoặc ethinylestradiol.
Methylestradiol là một chất chuyển hóa có hoạt tính của nội tiết tố androgen/anabolic steroid methyltestosterone (17α-methyltestosterone), metandienone (17α-methyl-δ 1 -testosterone), và normethandrone (17α-methyl-19-nortestosterone), và có trách nhiệm của họ estrogen tác dụng phụ, chẳng hạn như gynecomastia và giữ nước.
| Hợp chất | PR                | AR              | ER   | GR     | MR   | SHBG | CBG  |
| --- | ----------------- | --------------- | ---- | ------ | ---- | ---- | ---- |
| Estradiol | 2.6               | 7,9             | 100  | 0,6    | 0,13 | 8,7  | <0,1 |
| Ethinylestradiol | 15 Cung25         | 1 Lốc3          | 112  | 1 Lốc3 | <1   | ?    | ?    |
| Methylestradiol | 3 trận10, 15 trận | 1 Lốc3          | 67   | 1 Lốc3 | <1   | ?    | ?    |
| Methyltestosterone | 3                 | 45, 100 C125125 | ?    | 1155   | ?    | 5    | ?    |
| Normethandrone | 100               | 146             | <0,1 | 1,5    | 0,6  | ?    | ?    |
| Nguồn: Giá trị là tỷ lệ phần trăm (%). Các phối tử tham chiếu (100%) là progesterone cho PR, testosterone cho AR, E2 cho ER, DEXA cho GR, aldosterone cho MR, DHT cho SHBG và cortisol cho CBG. Nguồn: |                   |                 |      |        |      |      |      |

### Dược động học
Do sự hiện diện của nhóm methyl C17α của nó, methylestradiol không thể bị vô hiệu hóa bởi quá trình oxy hóa của nhóm hydroxyl C17β, dẫn đến sự ổn định trao đổi chất và hiệu lực liên quan đến estradiol được cải thiện. Điều này tương tự như trường hợp của ethinylestradiol và nhóm ethynyl C17α của nó.

## Hóa học
Methylestradiol, hoặc 17α-methylestradiol (17α-ME), còn được gọi là 17α-methylestra-1,3,5 (10) -triene-3,17β-diol, là một steroid estrane tổng hợp và là dẫn xuất của estradiol. Nó đặc biệt là dẫn xuất của estradiol với nhóm methyl ở vị trí C17α. Các steroid liên quan chặt chẽ bao gồm ethinylestradiol (17α-ethynylestradiol) và ethylestradiol (17α-ethylestradiol). Các cyclopentyl ether của methylestradiol đã được nghiên cứu và cho thấy hiệu lực đường uống lớn hơn methylestradiol ở động vật, tương tự như quinestrol (ethinylestradiol 3-cyclopentyl ether) và quinestradol (estriol 3-cyclopentyl ether).

## Lịch sử
Methylestradiol lần đầu tiên được bán trên thị trường, một mình là Follikosid và kết hợp với methyltestosterone là Klimanosid, vào năm 1955.

## Xã hội và văn hoá

### Tên gốc
Methylestradiol đã không được chỉ định một INN hoặc chỉ định tên chính thức khác. Tên gốc của nó trong tiếng Anh và tiếng Đức là methylestradiol, trong tiếng Pháp là méthylestradiol, và trong tiếng Tây Ban Nha là metilestadiol. Nó còn được gọi là 17α-methylestradiol.

### Tên thương hiệu
Methylestradiol đang hoặc đã được bán trên thị trường dưới tên thương hiệu Ginecosid, Ginecoside, Mediol và Renodiol, tất cả đều kết hợp với normethandrone.

### Khả dụng
Methylestradiol đang hoặc đã được bán trên thị trường ở Brazil, Venezuela và Indonesia.